# Військовий переворот у Чилі (1973)
Державний переворот в Чилі здійснений 11 вересня 1973 року армією та корпусом карабінерів. В результаті перевороту було повалено уряд коаліції лівих сил Народна єдність, а президент Сальвадор Альєнде наклав на себе руки.

## Передумови перевороту
Сальвадор Альєнде, який посів перше місце на  президентських виборах 1970 року, не мав підтримки абсолютної більшості виборців. За підсумками всенародного голосування, навіть не дивлячись на отримання від КДБ СРСР 430—450 (за різними джерелами) тисяч  доларів на передвиборчу кампанію, Альєнде набрав 36,6 % голосів, що лише на півтора відсотка більше, ніж його конкурент від правої Національної партії і на 8 % більше, ніж кандидат центристської  Християнсько-демократичної партії  Хорхе Алессандрі Родрігес. За Конституцією президента з двох кандидатур, які набрали найбільшу кількість голосів, повинен був обрати Конгрес. У Конгресі у «Народної єдності» було 80 місць з 200, у ХДП — 75. 24 жовтня Альєнде був обраний Конгресом президентом, отримавши голоси депутатів фракції ХДП після того, як підписав Статут про конституційні гарантії, узгоджений з християнськими демократами.
Прийшовши до влади, соціалісти, як і обіцяли, стали займатися масовими  експропріаціями землі і підприємств. Негайно були  націоналізовані всі найбільші приватні компанії та банки. За перші два роки діяльності «Народної єдності» було експропрійовано близько 3500 маєтків загальною площею 500 тис. гектарів землі, в основному поливної, що складало приблизно четверту частину всієї оброблюваної в країні землі.
Щойно стали відомі результати виборів 1970 року, великі скотарі почали забивати худобу, щоб вона не була віднятою новою владою. Зокрема, Скотарська Асоціація Вогненної Землі забила 130 тис. тільних корів і відправила на бойні ще 360 тис. телиць. Інші власники худоби, чиї маєтки простягалися уздовж кордону Чилі з Аргентиною, перегнали свої стада в Аргентину.
В ході націоналізації виникла напруженість у відносинах з США, коли північноамериканські фірми, які вклали великі капітали в мідеплавильному промисловість Чилі, відмовилися прийняти «компенсацію» за відібрані у них підприємства. Були підвищені податки на власників на 50 відсотків.
Разом з тим після приходу Альєнде до влади в країні спостерігалося економічне зростання. У 1971 році валовий національний продукт (ВНП) виріс на 8,5 %. У 1972 р ВНП зріс на 5 %. Безробіття скоротилася до кінця 1972 р до 3 % з 8,3 % в 1970-м.
Відсутність у «Народної єдності» парламентської більшості вимагало для стійкості державної влади створення лівоцентристської коаліції з ХДП. Однак через те, що уряд проводив радикальну політику, неприйнятну для центристів, він не мав підтримки ні більшості народу, ані парламентської більшості. Переговори з ХДП зайшли в глухий кут після вбивства ультралівими терористами в червні 1971 року лідера правого крила ХДП Суховича. Після цього ХДП і  Національна партія сформували у парламенті різко опозиційну до уряду правоцентристську більшість, а перед парламентськими виборами у березні 1973 створили «Конфедерацію за демократію», яка і здобула перемогу, набравши 55,49 % голосів в Палату депутатів і 57,25 % в Сенат.
З весни 1973 року у Чилі розпочинається економічний застій. Професор Володимир Шевельов зазначає помилки самого Альєнде та кризу в правлячій Партії Народної єдності.
Незважаючи на економічне зростання, інфляція становила 22,1 % в 1971 р. завдяки адміністративному контролю за цінами, у першій половині 1972 року зросла до 28 %, у другій половині 1972 року склала 100 %, а в першій половині 1973 року 353 %. Хоча уряд і регулював ціни, проте їхнє зростання не компенсувало збільшення грошової маси, що призвело до товарного дефіциту і розширення «чорного ринку». Економічний стан Чилі ще більше погіршився, коли на світових ринках впали ціни на мідь і відбулася девальвація долара, від курсу якого серйозно залежала експортна економіка країни. У травні 1973 року в президентському посланні конгресу Альєнде писав: "Ми повинні визнати, що виявилися нездатними створити відповідне до нових умов керівництво економікою, що нас захопив бюрократичний смерч, що у нас немає необхідних інструментів для вилучення прибутків буржуазії, і що політика перерозподілу доходів здійснювалася в умовах відриву від реальних можливостей економіки ".
З жовтня 1972 року почався масовий страйк вантажоперевізників, котрий практично паралізував транспортне сполучення. Події повільно перетекли у  громадянську війну, що не день відбувалося до 30 терактів, які чинила організація «Патріа і Лібертад» (підриви ЛЕП, мостів, залізниць). Ліві екстремісти здійснювали експропріації банків, напади на магазини і поліцейських. Усього ж до серпня 1973 року було знищено понад 200 мостів, шосейних доріг та залізниць, нафтопроводів, електропідстанцій, ЛЕП та інших об'єктів. Їх загальна вартість становила 32 % річного бюджету Чилі. Через диверсії навесні загинула половина зібраного врожаю фруктів і овочів, а також кілька тисяч голів худоби.. Терактами, що викликали найбільший резонанс, були вбивство ультралівими терористами лідера правого крила ХДП Суховича в червні 1971 року і вбивство (ймовірно членами «Патріа і Лібертад» військово-морського ад'ютанта президента в липні 1973 року. У червні 1973 відбулася  спроба правого військового перевороту Tanquetazo, котру придушили лояльні до уряду військовики. А вже 25 серпня 1973 р. 30 військових моряків захопили радіостанцію і закликали до непокори командуванню флоту. Прокуратура ВМС заарештувала в зв'язку з цим 200 чоловік і висунула звинувачення в змові проти генерального секретаря Соцпартії  К. Альтамірано і Гарретона.
22 серпня 1973 року опозиційна правоцентристська більшість в Палаті депутатів після тривалої підготовки схвалила (81 проти 47 голосів) «погодження палат» щодо незаконності дій уряду. Президентові Альєнде були пред'явлені звинувачення: в авторитарних устремліннях і прагненні знищити роль законодавчої влади; в нехтуванні рішеннями судів і заступництву злочинцям, пов'язаним з правлячою партією; в замахах на свободу слова, арешти, побиття і катування опозиційних журналістів та інших громадян; в замахах на університетську автономію; в замахах на власність; у незаконному переслідуванні страйкарів; у терорі населення за допомогою озброєних банд; у введенні в освіту марксистської ідеології і т. д.

ВВП на душу населення за ППС, 1950—2008. Латинська Америка (без Куби) — сірий колір, Чилі — синій колір (в доларах США 2000)

## Цілі перевороту
- Метою перевороту було повалення законно обраного  президента — соціаліста Сальвадора Альєнде[14], якого не вдалося усунути від влади невійськовим шляхом.

- Піночет і його прихильники пояснювали необхідність повалення Альєнде прагненням не допустити громадянську війну[15].

Крім цього, ліві та комуністичні джерела стверджують, що цілями були:
- Припинення економічних перетворень, що проводилися урядом Народної єдності, зокрема  аграрної реформи і  націоналізації великої промисловості[6][16][17].

- Повернення націоналізованих підприємств колишнім власникам, зокрема корпораціям США[6][18][19].

- Повернення Чилі в орбіту впливу США[7][18][20].

- Озброєний розгром лівого руху, впливового в Чилі, включаючи  соціалістів, комуністів, ультраліві рухи MIR[en], радикалів і лівих демохристиян[6][12][18].

## Хід перевороту
Військовий переворот розпочався в ніч з 10 на 11 вересня 1973 р. на кораблях ВМС Чилі, які брали участь у спільних з ВМС США  маневрах «Унітас», що відбувалися біля берегів Чилі. Кілька сотень (точне число досі невідоме) матросів і офіцерів - прихильників Народної єдності - було розстріляно, а їхні трупи скинуто в море. Заколот також відмовився підтримати один із командирів військових кораблів; його було арештовано і поміщено в імпровізовану в'язницю на островах Кірікіна .
Рано-вранці 11 вересня кораблі ВМС обстріляли порт і місто Вальпараїсо, потім висадили десант і захопили місто.
О 6:30 ранку заколотники почали операцію із захоплення столиці Чилі Сантьяго. Було захоплено телецентр і низку стратегічних об'єктів. «Праві» радіостанції «Агрікультура», «Мінерія» і «Бальмаседа» передали в ефір заяву бунтівників про переворот і створення військової хунти у складі командувача сухопутними силами генерала Аугусто Піночета, командувача ВМС адмірала Хосе Меріно, командувача ВПС генерала Густаво Лі і виконуючого обов'язки директора корпусу карабінерів генерала Сесара Мендоси.
Водночас проурядові радіостанції «Порталес» і «Корпорасьон», що передавали заяви Альєнде, було розбомблено ВВС. Після цього було захоплено штаб-квартири партій, що входили у «Народну єдність».
О 9:10 ранку радіостанція «Магальянес» — остання з тих, що підтримували Альєнде, — передала в ефір останнє звернення президента до чилійського народу. Безпосередньо в ході трансляції звернення радіостанцію було піддано авіабомбардуванню, а потім захоплено путчистами. Всіх співробітників, що перебували в будівлі радіостанції (за різними даними, від 46 до 70 осіб), було вбито.
О 9:15 заколотники під командуванням генерала Хав'єра Паласіос почали обстріл і штурм президентського палацу «Ла Монеда», який захищало близько 40 осіб. Штурм здійснювався за участю танків і авіації. Пропозицію заколотників про капітуляцію в обмін на дозвіл безперешкодно покинути Чилі захисники «Ла Монеда» відкинули. О 14:20 будівлю президентського палацу було захоплено. Президент С. Альєнде загинув. Згідно з офіційною версією хунти, підтвердженої у 2011 році в результаті ексгумації тіла Альєнде, він наклав на себе руки.   До публікації результатів ексгумації 2011 року існували припущення, що Альєнде було вбито..

## Наслідки перевороту
Офіційно «стан облоги», введений для здійснення перевороту, зберігався ще упродовж місяця після 11 вересня. За оцінками за цей період в Чилі було убито понад 30 тисяч осіб. Спеціальною комісією під керівництвом єпископа Серхіо Валеча до серпня 2011 року документально встановлено було 3065 жертв терору. Всі позасудові вбивства, скоєні в ході військового перевороту 1973 року, потрапили під амністію, оголошену Піночетом у 1978 р. Закон про амністію не було скасовано і після падіння  диктатури Піночета, а чилійські суди не розглядали позови від жертв перевороту 1973 року. Однак зараз деяких найактивніших учасників піночетівського терору вже засуджено -  М. Контрераса,  М. Краснова, М. Морена Бріто.
Було створено низку концентраційних таборів для політичних в'язнів, найвідомішим з яких є концтабір, створений на стадіоні в Сантьяго. На стадіоні «Чилі», перетвореному на концтабір, зокрема, піддавали тортурам і було вбито відомого режисера, поета, композитора і співака Віктора Хару .

### «У Сантьяго йде дощ»
«У Сантьяго йде дощ» (ісп. Llueve sobre Santiago) — пароль до початку військового заколоту в Чилі в 1973 р. Передана на військових радіочастотах, ця фраза стала сигналом для прихильників генерала Аугусто Піночета до початку  заколоту і повалення президента  Сальвадора Альєнде. Ця фраза також дала назву знятому в 1976 року фільму режисера Ельвіо Сото, однойменну музичну тему до якого написав знаменитий аргентинський композитор і музикант Астор П'яццола.
Під час судового процесу над Піночетом багато журналістів — використовуючи гру слів «Santiago» і «mojado» — переробляли цю фразу в «Дощ підмочив Піночета» (ісп. Llueve sobre mojado para los Pinochet).

## У мистецтві
- Шведська письменниця Сун Аксельссон, що  була безпосереднім свідком тодішніх подій, написала про них книгу «Терор у Чилі».
- Події художнього фільму «Зниклий безвісти» розгортаються в Чилі в перші дні, а потім і тижні після перевороту.
- Подіям 1973 року в Чилі присвячено фільми «Ніч над Чилі» (1977),  «Над Сантьяго йде дощ» (1975),  «Кентаври» (1978, СРСР—Угорщина—Чехословаччина).
- Про військовий переворот 1973 року йдеться в романі Ісабель Альєнде «Будинок духів» (1982). На основі твору у 1993 році данський режисер Білле Аугуст зняв однойменну драму. У ролях: Джеремі Айронс, Меріл Стріп, Вайнона Райдер та Антоніо Бандерас.
- Військовий переворот висвітлено у фільмі «Розтин» («Post mortem») (2010) чилійського режисера Пабло Ларраїна, відомого через свої фільми, дія яких розгортається в часи диктатури Піночета («Тоні Манеро», «Ні»).
- Один із короткометражних фільмів проекту «11 вересня» (2002) розповідає про переворот у Чилі.
- На цьому перевороті ґрунтуються події фільму «Колонія Дігнідад».